# Frank Herbert
Frank Patrick Herbert (n. 8 octombrie 1920 – d. 11 februarie 1986) a fost un scriitor american de science fiction, aclamat atât de marele public cât și de critici, care a avut, în același timp, un mare succes comercial.  Este bine cunoscut pentru romanul Dune și cele cinci continuări ale acestuia.  Universul Dune, care este plasat în viitorul îndepărtat al omenirii, tratează teme majore precum sunt supraviețuirea rasei umane, revoluția, involuția și evoluția, ecologia, terraformarea, intersectându-se adesea cu alte teme general umane precum sunt filozofia, gândirea, religia, politica și puterea. Opera sa se numără printre operele clasice din literatura de science fiction. Dune este „cel mai bine-vândut roman science fiction al tuturor timpurilor”, iar seria este considerată printre clasicele genului.

## Biografie
Frank Herbert s-a născut pe 8 octombrie 1920 în Tacoma, Washington ca fiu al lui Frank Patrick Herbert Sr. și Eileen McCarthy Herbert. A absolvit liceul în 1938 și, în 1939, a mințit în privința vârstei pentru a primi prima slujbă la ziarul Glendale Star.
Cariera sa a cunoscut o întrerupere temporară pe perioada în care a servit pe nava Seabees timp de șase luni, ca fotograf, în timpul Celui De-Al Doilea Război Mondial, până când a fost lăsat la vatră din motive medicale. În 1941 s-a căsătorit cu Flora Parkinson în San Pedro, California, cu care a avut o fată, Penny (n. 16 februarie 1942), dar de care a divorțat în 1945.
După război a intrat la Universitatea din Washington, unde a întâlnit-o pe Beverly Ann Stuart la un cerc de scriere creativă în 1946. Ei erau singurii studenți din cerc care vânduseră o operă pentru a fi publicată; Herbert vânduse două povestiri pulp de aventuri unor reviste, prima către Esquire în 1945, iar Stuart vânduse o povestire revistei Modern Romance. Ei s-au căsătorit în Seattle, Washington pe 20 iunie 1946. Au avut doi fii, Brian Patrick Herbert (n. 29 iunie 1947, Seattle, Washington) și Bruce Calvin Herbert (n. 26 iunie 1951, Santa Rosa, California).
În 1952 a apărut în Startling Stories prima povestire science fiction a lui Frank Herbert, „Looking for Something”.
Frank Herbert nu a absolvit colegiul, din cauză că a vrut să învețe doar ceea ce îl interesa și nu a participat la cursurile obligatorii, după afirmațiile fiului său, Brian. După ce a părăsit colegiul, a revenit la jurnalistică și a colaborat cu Seattle Star și Oregon Statesman; timp de un deceniu a fost scriitor și editor la revista California Living a ziarului San Francisco Examiner.
Cariera sa de romancier a început cu publicarea cărții The Dragon in the Sea în 1955, carte în care a folosit mediul unui submarin din secolul XXI pentru a explora judecata sănătoasă și nebunia. Cartea a prezis conflicte globale pe tema producerii și consumului de petrol, având succes la critică, dar nu și în rândurile cititorilor.
Herbert a început documentarea pentru Dune în 1959, fiind capabil să se dedice în întregime carierei scriitoricești deoarece soția lui a început din nou să lucreze full-time ca scriitor publicitar pentru departamentele comerciale, devenind principala sursă de venit a familiei pe perioada anilor '60. Herbert a declarat ulterior, într-un interviu luat de Willis E. McNeilly, că originile romanului se regăsesc în munca desfășurată pentru a scrie un articol pe tema dunelor de nisip în Oregon Dunes National Recreation Area de lângă Florence, Oregon; el s-a implicat prea mult și a sfârșit prin a scrie mult mai mult decât un simplu articol. Articolul, intitulat „Au oprit nisipurile care se deplasau”, nu a fost scris niciodată, dar a servit ca sămânță pentru ideea care a dus la Dune.
Documentarea și scrierea cărții Dune a durat șase ani. Mult mai lungă decât se obișnuia pe atunci pentru science fiction-ul comercial, a fost serializată în revista Analog în două părți („Lumea Dunei” și „Profetul Dunei”), în 1963 și 1965. Înainte a fi acceptată, a fost respinsă de aproape douăzeci de edituri. Înainte de a respinge manuscrisul, un editor a răspuns, profetic: „S-ar putea să fac greșeala deceniului, dar...”.
Chilton Publishing Company, o editură mică din Philadelphia, cunoscută în principal pentru manualele sale de auto-reparare, i-a dat lui Herbert un avans de 7.500$, iar Dune a devenit curând un succes. A câștigat premiul Nebula pentru „Cel mai bun roman” în 1965 și a împărțit premiul Hugo în 1966 cu ...And Call Me Conrad de Roger Zelazny. Dune a fost primul roman science fiction ecologic major, folosit o mutitudine de niveluri, teme interconectate și perspectiva multor personaje, o metodă prezentă în întreaga operă de maturitate a lui Herbert.
Cartea nu a devenit imediat un bestseller. Până în 1968, Herbert câștigase de pe urma ei 20.000$, mult mai mult decât se câștiga pe majoritatea romanelor science fiction în acea perioadă, dar insuficient pentru a-i permite să se dedice în întregime scrisului. Cu toate acestea, publicarea cărții Dune i-a deschis o serie de uși. Între 1969 și 1972 a fost profesor de scriere la Seattle Post-Intelligencer și lector în studii generale și studii interdisciplinare la Universitatea din Washington (1970 - 1972). În 1972, a lucrat în Vietnam și Pakistan pe post de consultant pe probleme sociale și ecologice. În 1973 a fost director de imagine al spectacolului de televiziune The Tillers.
„Un om ar fi prost să nu dea totul, în orice clipă, pentru ceea ce creează. Acum ești acolo, făcând acel lucru pe foaie. Nu omori o gâscă, dar faci un ou. Așa încât nu-mi fac griji pentru inspirație, sau altele de genul acesta. Totul se rezumă la a sta jos și a lucra. Nu am avut niciodată probleme de blocaj scriitoricesc. Am auzit de el. Nu am avut chef să scriu în unele zile, sau săptămâni, sau chiar pe perioade mai îndelungate. Preferam, de exemplu, să merg la pescuit, să-mi ascut creioanele, să înot, sau orice altceva. Dar revenind ulterior și citind ce am scris, nu am găsit diferențe între ceea ce a venit ușor și ceea ce a necesitat să stau jos și să zic: "Ei bine, acum e vremea să scriu, așa că voi scrie." Pe hârtie nu apare nicio diferență între cele două.”—Frank Herbert
În 1972, Herbert a renunțat să mai scrie la ziar și a devenit scriitor de ficțiune full-time. Între anii '70 și '80, Herbert a cunoscut un succes comercial considerabil ca autor. El și-a împărțit timpul între casele din Hawaii și Olympic Peninsula din Washington; casa din Port Townsend din peninsulă se dorea a fi un „proiect de demonstrație ecologică”. În această perioadă a scris numeroase cărți, promovând idei ecologice și folozofice. El a continuat saga Dune cu Mântuitorul Dunei, Copiii Dunei și Împăratul-Zeu al Dunei. Alte cărți apreciate au fost Experimentul Dosadi, The Godmakers, Ciuma albă și cele scrise în colaborare cu Bill Ransom: Pandora. Incidentul Iisus, Pandora. Efectul Lazăr și Pandora. Factorul înălțare, care reprezentau continuări la Destination: Void.
Schimbarea norocului lui Herbert a fost întunecată de o tragedie. În 1974, Beverly a fost supusă unei operații de cancer. A mai trăit zece ani, dar sănătatea i-a fost iremediabil afectată de operație. În acea perioadă, Herbert a fost purtătorul de cuvânt al convenției science fiction Octocon II de la El Rancho Tropicana din Santa Rosa, California, în octombrie 1978. Beverly Herbert a murit pe 7 februarie 1984, în același an în care a apărut Ereticii Dunei. În postfața cărții din 1985, Canonicatul Dunei, Frank Herbert a scris un panegiric emoționant la adresa soției sale de 38 de ani.
1984 a fost un an tumultuos în viața lui Herbert. În același an în care murea soția sa, cariera sa cunoștea o ascensiune fulminantă odată cu lansarea ecranizării lui David Lynch, Dune. În ciuda așteptărilor mari, a bugetului ridicat și a unei distribuții de primă mână, filmul a primit recenzii nefavorabile în Statele Unite. În ciuda acestei reacții dezamăgitoare în America, filmul a cunoscut succesul comercial și de critică în Europa și Japonia.
După moartea lui Beverly, Herbert s-a căsătorit cu Theresa Shackleford în 1985, anul în care a publicat Canonicatul Dunei, care a legat multe fire narative ale seriei. Aceasta avea să fie ultima operă scrisă de Herbert (antologia Eye a apărut în același an, iar Man of Two Worlds în 1986). A murit în urma unei masive embolii pulmonare în timp ce se afla în convalescență după operația de cancer de pancreas, pe 11 februarie 1986, în Madison, Wisconsin, la vârsta de 65 de ani.

## Idei și teme
„Cred că science fiction-ul ajută și arată direcții foarte interesante. Arată în direcții relativiste. Spune că avem imaginația necesară acestor oportunități, acestor alegeri. Noi avem obiceiul să ne închidem într-un set limitat de alegeri. Spunem: "Păi, singurul răspuns este...", sau: "Dacă doar ai..." Orice urmează după aceste două expresii creează un cadru limitat al alegerii. Aduce viziunea atât de aproape de pământ, încât nu mai poți vedea nimic din ce se întâmplă în exterior. Oamenii au tendința să nu privească în perspectivă. Nouă, acestor generații, ni se cere să privim în perspectivă la influențele pe care le avem asupra lumii înconjurătoare. Aici cred că ajută science fiction-ul. Nu cred că simpla scriere a unor cărți ca Minunata lume nouă sau 1984 este suficientă pentru a preveni apariția evenimentelor descrise în ele. Dar cred că ne atrag atenția asupra acestor posibilități și le fac mai greu de apărut. Ne atrag atenția că s-ar putea să ne îndreptăm în acea direcție”—Frank Herbert
Frank Herbert și-a folosit romanele science fiction pentru a explora idei complexe care implică filozofia, religia, psihologia, politica și ecologia, ceea ce a determinat o mare parte dintre cititorii săi să devină interesați de aceste domenii. Elementul care stă la baza operei sale este fascinația pentru întrebările legate de supraviețuirea și evoluția omului. Herbert a dat naștere unei grupări de fani uneori fanatici, mulți dintre ei încercând să citească tot ce a scris, fie că era vorba de ficțiune sau de non-ficțiune, și văzând în Herbert un fel de autoritate în ceea ce privește subiectele tratate în cărțile sale. Într-atât de mare a fost devotamentul unora dintre cititorii săi, încât Herbert era întrebat uneori dacă a creat un cult, un lucru împotriva căruia era.
În opera lui Herbert se găsesc o serie de teme cheie:
- Preocuparea pentru conducere. A explorat în profunzime tendința umană de a urma cu abnegație lideri carismatici. A aprofundat atât defectele, cât și potențialul birocrației și guvernării.
- Probabil că Herbert a fost primul autor de science fiction care a popularizat idei legate de ecologie și gândire sistemică. El a accentuat nevoia oamenilor de a gândi atât sistematic, cât și pe termen lung.
- Relația dintre religie, politică și putere.
- Supraviețuirea și evoluția omenirii: Herbert scrie despre fremeni, sardaukari și despre Dosadi, care sunt modelați de condițiile lor teribile de viață în rase deosebite extrem de periculoase.
- Posibilitățile și potențialul uman: Herbert a prezentat mentați, Bene Gesserit și Bene Tleilax ca viziuni diferite ale potențialului uman.
- Natura judecății sănătoase și a nebuniei. Frank Herbert a fost preocupat de opera lui Thomas Szasz și de mișcarea antipsihiatrică. Herbert pune deseori întrebarea: „Ce înseamnă normal?” și, deși există personaje cu comportament deviant și psihopatologic (cum ar fi Piter De Vries), se sugerează deseori că „normal” și „anormal” sunt termeni relativi pe care oamenii nu sunt uneori îndreptățiți să și-i aplice unii altora, mai ales ținând cont de regulile statistice.
- Efectele posibile și consecințele substanțelor care alterează conștiința, cum ar fi mirodenia din saga Dune.
- Modul în care limbajul influențează gândirea. Frank Herbert a fost influențat de Semantica Generală a lui Alfred Korzybski.
- Sociobiologia. Modul în care instinctele noastre influențează inconștient societatea și comportamentul pe care îl avem.
- Învățare, predare și gândire.

Frank Herbert s-a ferit cu grijă de a le oferi cititorilor răspunsuri formale la întrebările ridicate.

## Impactul și locul în science fiction
Dune și saga Dune constituie unele dintre cele mai bine-vândute serii și romane science fiction din lume. În particular, Dune a primit aprecieri critice deschise, câștigând premiul Nebula în 1965 și împărțind premiul Hugo din 1966, fiind deseori considerat unul dintre cele mai bune romane science-fiction dintotdeauna, dacă nu chiar cel mai bun. Conform contemporanului său Robert A. Heinlein, opus-ul lui Herbert a fost „puternic, convingător și foarte ingenios”.
Romanul Dune este considerat o bornă dintr-o serie de motive:
- La fel ca Străin în țară străină din 1961 a lui Heinlein, nuvela din 1963 și romanul din 1965 a lui Herbert, Dune, reprezintă un pas înainte spre o abordare mai literară a romanului science fiction. Înaintea acestei perioade, se spunea deseori că tot ce îi trebuie unui roman science fiction pentru a avea succes era o idee tehnologică deosebită. Caracterizările și povestea grandioasă se situau pe un îndepărtat plan secund.
- Dune este o bornă pentru soft science fiction. Herbert a suprimat în mod deliberat tehnologia din universul Dune pentru a se putea adresa viitorului omenirii, în locul viitorului tehnologiei omenirii. Dune pune accentul pe modul în care oamenii și instituțiile lor se pot schimba de-a lungul timpului.
- Dune a fost primul roman science fiction ecologic major. Frank Herbert a fost un mare popularizator de idei științifice; mulți dintre fanii săi îl creditează pentru familiarizarea lor cu filozofia și psihologia. În Dune, el a ajutat la popularizarea termenului ecologie și a unora dintre conceptele din domeniu, împărtășind plin de viață un simț de răspundere planetară. În The New York Times Book Review, Gerald Jonas explică: „Așa de complet a tratat dl. Herbert interacțiunile dintre oameni, animale, geografie și climat, încât Dune a devenit un standard pentru science fiction-ul «ecologic».” Pe măsura ce popularitatea romanului Dune a crescut, Herbert a pornit într-un turneu de lecturi prin campusurile studențești, explicând analogiile dintre problemele de mediu ale locuitorilor de pe Dune și ale noastre.
- Dune este considerat un exemplu epic de construcție literară a unei lumi. The Library Journal spune că „Dune este pentru science fiction ceea ce este Stăpânul inelelor pentru fantasy.” Frank Herbert a imaginat fiecare fațetă a creației sale. A inclus cu abnegație glosare, citate, documente și istorii, pentru a da viață universului său în ochii cititorilor. Niciun alt roman science fiction anterior nu a dat viață cu atâta realism unei alte lumi.

Herbert a scris mai mult de douăzeci de romane după Dune, a căror calitate este considerată variabilă. Cărți precum The Green Brain și The Santaroga Barrier par a reveni la zilele de dinainte de Dune, când o idee tehnologică bună era tot ce trebuia pentru a conduce un roman SF. Așa se face că unii fani ai universului Dune au criticat romanele ulterioare ca fiind mediocre.
Herbert nu a mai egalat niciodată aprecierile critice primite pentru Dune. Nici continuările la Dune, nici vreo altă carte nu a mai câștigat vreun premiu Hugo sau Nebula, deși aproape toate s-au aflat pe lista de bestsellere a New York Times. Copiii Dunei li s-a părut unora mult prea literară și sumbră pentru a primi recunoașterea cuvenită, în timp ce alții au găsit că Experimentului Dosadi îi lipsește calitatea epică pe care o așteptau fanii.
Din cauza atenției acordate romanului Dune, a trecut aproape neobservat romanul din 1973 al lui Herbert, Hellstrom's Hive, cu descrierea sa amănunțită a unei societăți umane modelate asemenea insectelor sociale, care poate fi considerată o utopie/distopie majoră.
În The Encyclopedia of Science Fiction, Malcolm Edwards scria:
„Mare parte din opera lui Herbert este greu de citit. Ideile sale sunt concepte dezvoltate într-un mod veritabil, nu doar noțiuni cu caracter decorativ, dar uneori ele sunt inserate în intrigi excesiv de complicate și articulate într-o proză care nu se ridică întotdeauna la nivelul lor... Totuși, cele mai bune romane ale sale au fost rodul unui intelect speculativ care are puțini rivali în science fiction-ul modern.”

## Ecranizări
În 1984, David Lynch a realizat filmul Dune. Deși a fost dezaprobat de mulți fani și critici de film, Frank Herbert s-a declarat mulțumit de el. Filmul a avut succes pe video și DVD.
În 2000, Sci Fi Channel a produs o serie de televiziune cu succes comercial intitulată Dune. Saga a cunoscut o continuare în 2003, intitulată Copiii Dunei, care a combinat Mântuitorul Dunei cu Copiii Dunei.
Paramount Picture pregătește o nouă ecranizare după Dune, despre care speră să devină un „reper cinematografic” și deschizătorul de drum al unei noi francize bazate pe seria lui Herbert.

## Continuarea serieiDune
În ultimii ani, fiul lui Frank Herbert, Brian Herbert, împreună cu autorul Kevin J. Anderson, au completat Universul Dune, declarând că au folosit notițele lăsate de Frank Herbert și descoperite la un deceniu după moartea sa. Brian Herbert și Anderson au scris două preludii constând fiecare dintr-o trilogie (Preludiul Dunei și Legendele Dunei), care explorează istoria universului Dune dinaintea evenimentelor prezentate în primul roman, precum și două romane care succed Canonicatul Dunei și care completează seria originală (Hunters of Dune și Sandworms of Dune) folosind schița realizată de Frank Herbert pentru Dune 7.